# Svavsted Sogn
Svavsted  Sogn (også Svabsted Sogn, på tysk Kirchspiel Schwabstedt) er et sogn i det sydvestlige Sydslesvig i Svavsted Fogderi, Sønder Gøs Herred (Husum Amt), nu i kommunerne Hude, Ramsted, Svavsted, Sønderhøft og Visk i Nordfrislands Kreds i delstaten Slesvig-Holsten.  Sognets nordgrænse dannes af vandløbet Bæk.  (ty. Bech, Oldersbek).
I Svavsted Sogn findes flg. stednavne:
- Fresendelf
- Holbølhus (også Holbølhuse, Hollbüllhuus)
- Hude
- Lemsig (Lehmsiek)
- Middelborg (delt i Store og Lille Middelborg)
- Papenhørn (delt i Vester og Øster Papenhørn)
- Ramsted (Ramstedt)
- Svavsted (også Svavested, tysk Schwabstedt)
- Sønderhøft (Süderhöft)
- Visk (Wisch)